# Torneo WTA de Bogotá 2014
El XXII Copa BBVA-Colsanitas 2014 fue un evento de tenis WTA International en la rama femenina. Se disputó en Bogotá (Colombia), en el complejo del Club Campestre El Rancho, en canchas de Tierra Bátida al aire libre, haciendo parte de un conjunto de eventos que hacen de antesala a los torneos de gira norteamericana de cemento, entre el 7 de abril y 13 de abril de 2014 en los cuadros principales femeninos, pero la etapa de clasificación se disputó desde el 4 de abril.

## Cabezas de serie

### Individuales femeninos
| Tenista                   | Ranking | Preclasificada |
| Jelena Janković           | 8       | 1              |
| Sloane Stephens           | 18      | 2              |
| Alizé Cornet              | 23      | 3              |
| Karin Knapp               | 50      | 4              |
| Anna Karolína Schmiedlová | 66      | 5              |
| Caroline Garcia           | 71      | 6              |
| Vania King                | 72      | 7              |
| Lourdes Domínguez Lino    | 76      | 8              |

### Dobles femeninos
| Tenista                                       | Ranking | Preclasificada |
| Vania King Chanelle Scheepers                 | 96      | 1              |
| Lourdes Domínguez Lino Arantxa Parra Santonja | 122     | 2              |
| Irina-Camelia Begu María Irigoyen             | 164     | 3              |
| Sharon Fichman Alexandra Panova               | 184     | 4              |

## Campeonas

### Individuales femeninos
Caroline Garcia venció a  Jelena Janković por 6-3, 6-4. 

### Dobles femenino
Lara Arruabarrena /  Caroline Garcia vencieron a  Vania King /  Chanelle Scheepers por 7-6(5), 6-4.